# Sub Pop
Sub Pop là một hãng thu âm thành lập năm 1986 bởi Bruce Pavitt. Năm 1988, Sub Pop Records LLC được Bruce Pavitt và Jonathan Poneman lập ra tại Seattle, Washington. Cuối thập niên, Nirvana, Soundgarden, Mudhoney và nhiều ban nhạc khác trong giới alternative rock Seattle ký hợp đồng với Sub Pop. Sub Pop thường được xem là đã đi bước đầu trong việc phổ biến grunge, và tiếp tục đạt được thành công thương mại vào thế kỷ mới với những ban nhạc như Fleet Foxes, Foals, Beach House, The Postal Service, Flight of the Conchords, Sleater-Kinney, Blitzen Trapper, No Age, Wolf Parade và The Shins.